# 全州放送
座標: 北緯35度49分40秒 東経127度08分30秒 / 北緯35.8276651度 東経127.141803度
株式会社全州放送は大韓民国の全北特別自治道全域、忠清南道の南部を放送エリアとする民間放送局。略称はJTV。1997年1月15日に設立して、1997年9月27日に開局。本社を全北特別自治道全州市徳津区に置く。
テレビ局とラジオ局はSBS系列局。リモコンキーIDは6-1。

## 本社所在地
- 大韓民国54859全北特別自治道全州市徳津区鄭汝立路1083〈万成洞289-1〉

## 沿革
- 1997年1月15日 : 株式会社全州放送設立。
- 1997年9月15日 : テレビ放送試験電波発射。〈母岳山送信所、30ch、30kW〉
- 1997年9月27日 : 開局。
- 2001年8月18日 : FM放送〈愛称 MagicFM〉開局。〈母岳山送信所、FM 90.1MHz、5kW〉
- 2005年12月29日 : 地上デジタルテレビ開局。〈母岳山送信所、物理チャンネル 33ch、2.5kW〉
- 2008年8月27日 : 地上波DMB開局。
- 2012年10月23日 : 地上アナログテレビ放送終了。

## 送信所・中継局一覧

### デジタルテレビ
- リモコンキーID：6-1
- 呼出符号（コールサイン）：HLDQ-DTV

| 送信所   | 物理チャンネル | 空中線電力 |
| -------- | -------------- | ---------- |
| 母岳山   | K-33ch         | 2.5kW      |
| 米竜     | K-33ch         | 0.05W      |
| 古阜     | K-33ch         | 0.05W      |
| 高敞新林 | K-33ch         | 0.05W      |
| 蛟龍山   | K-19ch         | 90W        |

### アナログテレビ
（2012年10月23日午後2時に終了）
- 呼出符号：HLDQ-TV

| 送信所 | チャンネル | 空中線電力 |
| ------ | ---------- | ---------- |
| 母岳山 | K-30ch     | 30kW       |
| 蛟龍山 | K-59ch     | 500W       |

### ラジオ
JTV Magic FM
| 送信所 | 周波数     | 空中線電力 | 呼出符号 |
| ------ | ---------- | ---------- | -------- |
| 母岳山 | FM 90.1MHz | 5kW        | HLDQ-FM  |

### 地上波DMB
KBC
- 呼出符号：HLDH-TDMB
- 光州放送(KBC)と共同運営。

| 送信所 | 物理チャンネル（周波数） | 空中線電力 |
| ------ | ------------------------ | ---------- |
| 無等山 | K-8Cch (184.736MHz)      | 2kW        |
| 母岳山 | K-12Cch (208.736MHz)     | 2kW        |
| 老姑檀 | K-12Cch (208.736MHz)     | 2kW        |
| 大芚山 | K-8Cch (184.736MHz)      | 2kW        |
| 陽乙山 | K-8Cch (184.736MHz)      | 90W        |
| 望雲山 | K-7Cch (178.736MHz)      | 2kW        |
| 九鳳山 | K-7Cch (178.736MHz)      | 90W        |

## 海外提携局
- 日本 テレビ金沢
- 中国 蘇州電視台